# Императорское училище правоведения
Императорское училище правоведения — одно из наиболее престижных высших учебных заведений дореволюционной России.
Училище было открыто 5 декабря 1835 года и уже в 1840 году состоялся первый выпуск на государственную службу 14 чиновников. Всего за годы существования училища до начала 1918 года подготовлены более 2000 профессионалов, оставивших заметный след в общественной и культурной жизни России.

## История

### До начала XIX века
В 1720 году Пётр I, сознававший назревшую необходимость привлечения к управлению государством не только родовитых, но и образованных служащих, распорядился принимать на службу лиц из «шляхетства», прошедших подготовку с выдачей «патента» от коллегии, при которой они обучались. При Сенате была открыта школа для обучения «приказным делам» — канцелярскому делопроизводству.
Тем не менее, в 1763 году Екатерина II из-за того, что подготовка причисленных к правительственным учреждениям для обучения коллегии-юнкеров оказывалась неудовлетворительной, была вынуждена отменить такую систему образования и закрыть сенатскую школу.
В 1763—1797 годы законоведение преподавалось в кадетском корпусе и Московском университете.
В 1797 году Павел I своим указом восстановил порядок обучения юнкеров при департаментах Сената в Петербурге и в Москве, а также во всех коллегиях, кроме военных.
В 1801 году генерал-прокурор А. А. Беклешов, уже при новом императоре, вновь раскритиковал порядок подготовки дворян к гражданской службе. В 1805 году по предложению Министерства юстиции Александр I утвердил учреждение высшего Училища Правоведения, директором которого был назначен правовед, статский советник Г. А. Розенкампф. В 1806 году в новом училище начались занятия, рассчитанные на трёхлетний курс. Но после первого выпуска 1809 года обучение было прервано М. М. Сперанским. В 1812 году Г. А. Розенкампф пытался восстановить обучение, но начавшаяся война помешала этому, а в 1816 году училище было упразднено.

### В период 1835—1917 годы

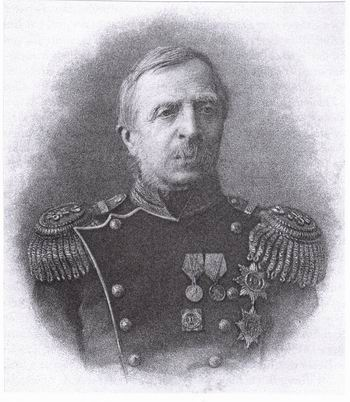
Пётр Георгиевич Ольденбургский

Завершение работ по систематизации российского законодательства вновь обострило проблему подготовки квалифицированных чиновников, способных на деле применять законы. По инициативе племянника царя принца Петра Ольденбургского и при тесном участии М. М. Сперанского с целью воспитания юридически компетентных кадров для административной и судебной деятельности основано указом Николая I от 29 мая 1835 г. были утверждены устав и штаты нового Училища правоведения при Министерстве юстиции.
Петр Георгиевич Ольденбургский, назначенный попечителем училища, приобрел для него у наследников сенатора И. Н. Неплюева дом на набережной реки Фонтанки, 6 (напротив Летнего сада), за 700 000 рублей. Дом был перестроен архитекторами А. И. Мельниковым и В. П. Стасовым. Директором училища был назначен статский советник С. А. Пошман, инспектором — профессор Царскосельского лицея Е. В. Врангель. 7 декабря 1835 года, через два дня после торжественного открытия, в новом училище начались занятия.
Училище было привилегированным закрытым учебным заведением и по статусу было уравнено с Царскосельским лицеем. В него принимались до 100 сыновей потомственных дворян в возрасте от 12 до 17 лет. Училище было платным, но за обучение казённокоштных учеников плата вносилась казной.
Время обучения было сначала определено в 6 лет, но с 1838 года было увеличено до 7 лет с подразделением на два курса: младший — гимназический (VII, VI, V и IV классы) и старший — университетский (III, II и I классы). С 1847 при училище были учреждены приготовительные классы (с 1856 — трехлетние).
На младшем курсе полностью проходили классическую гимназическую программу (однако греческий язык был заменен естествоведением), а на университетском — энциклопедию законоведения (начальный курс права), церковное, римское, гражданское, торговое, уголовное и государственное права, гражданское и уголовное судопроизводство, историю римского права, международное право, судебную медицину, полицейское право, политическую экономию, законы о финансах, историю вероисповеданий, историю философии, в связи с историей философии права, латынь и английский язык (по выбору ещё немецкий и французский).
Директора и воспитатели стремились поддерживать в училище почти военную дисциплину и строгий распорядок дня — по 42 звонкам.
| № звонка   | Время           | Занятие                                                   |
| ---------- | --------------- | --------------------------------------------------------- |
| 1-й        | 06 час. 00 мин. | Подъём                                                    |
| 2-й        | 06 час. 15 мин. | Умывание                                                  |
| 3-й        | 06 час. 30 мин. | Сбор на молитву                                           |
| 4-й        | —               | Построение на молитву                                     |
| 5-й        | —               | Молитва                                                   |
| 6-й        | —               | Утренний чай                                              |
| 7-й        | 07 час. 00 мин. | В классы                                                  |
| 8-й — 39-й | В течение дня   | Учёба, молитвы, еда, подготовка к урокам, свободное время |
| 40-й       | 21 час. 00 мин. | К молитве                                                 |
| 41-й       | —               | Вечерняя молитва                                          |
| 42-й       | —               | Всем спать                                                |

При училище была создана библиотека, а затем и музей истории училища. В основе книжного собрания лежали 364 тома (184 произведения), приобретённые у книготорговца Смирдина к моменту открытия училища. В следующем году библиотека пополнилась полным собранием законов в 80 томах. В 1838 году для библиотеки была куплена библиотека французских книг и географических карт. Присылались в дар библиотеке издания различных учебных заведений — научные записки, диссертационные работы и другие. К 1885 году в собрании насчитывалось около 6000 книг. Библиотека выписывала общие и специальные русские и иностранные периодические издания.
Расход по содержанию училища в конце XIX века составлял 225 000 р. ежегодно; из них 90 000 отпускалось из казначейства, а остальная сумма возмещалась платой за содержание воспитанников. Для оказания материальной помощи нуждающимся ученикам и выпускникам, а также их семьям, в 1885 году был утверждён устав Правоведческой кассы, членами которой стали, прежде всего, бывшие воспитанники училища — в большинстве своём высокопоставленные сановники, платившие ежегодные или единовременные взносы.
Все выпускники обязаны были прослужить 6 лет в учреждениях министерства юстиции. Окончившие училище с отличием, получали чины IX и X классов (титулярного советника и коллежского секретаря — соответствовали штабс-капитану и поручика армии) и направлялись преимущественно в канцелярии Министерства юстиции и Сената; прочие направлялись в судебные места по губерниям, в соответствии с успехами каждого.
Отмечая деятельность по подготовке «молодых дворян к гражданской службе по судебной части», Александр III в рескрипте по случаю 50-летия училища призывал и в будущем направлять «труды свои на благовоспитание русского юношества, утверждая питомцев своих в правилах веры, правды и доброй нравственности и в неизменной преданности Престолу и Отечеству».
За годы своего существования Училище правоведения, входившее в число немногих юридических учебных заведений России, смогло подготовить более 2000 юристов высокой квалификации.

### После 1917 года

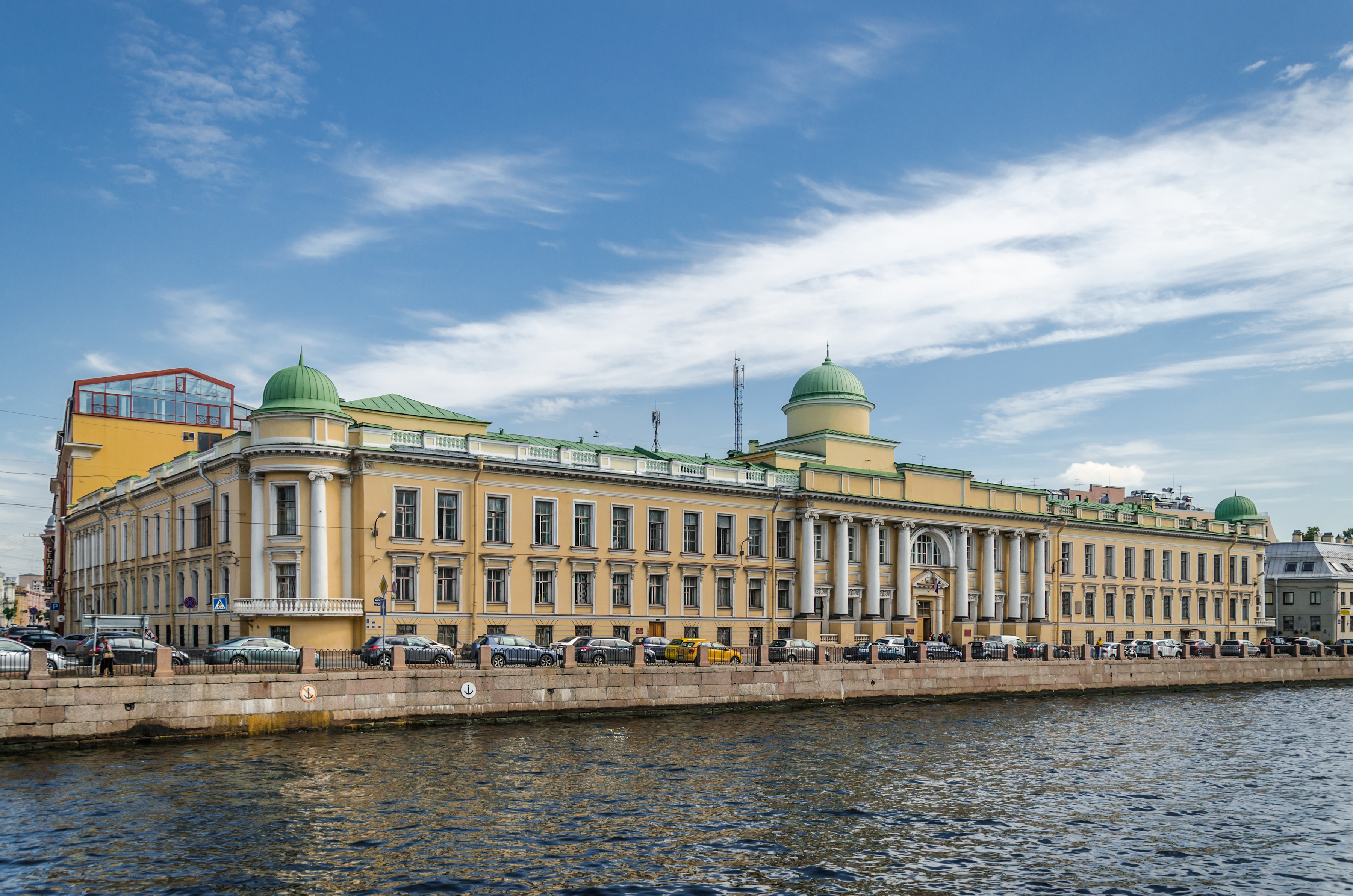
Современный вид здания училища

15 сентября 1917 года постановлением Временного правительства Императорское училище правоведения было подчинено Министерству народного просвещения.
18 июня 1918 года училище было ликвидировано решением уже Комиссариата народного просвещения, а его здание было передано Петроградскому агрономическому институту (ПАИ). 
В советское время многие правоведы были репрессированы (см. Дело лицеистов).
В период с 1947 по 1956 годы здание бывшего Училища правоведения арендовал НИИ-380 — будущий Всесоюзный научно-исследовательский институт телевидения (ВНИИТ).
С 2003 года в здании Училища правоведения (наб. Фонтанки дом 6) находится Ленинградский областной суд.

## Директора
Первым директором училища был назначен статский советник, отставной полковник  С. А. Пошман, первым инспектором — профессор Царскосельского лицея барон Е. В. Врангель.
С. А. Пошман руководил училищем до своей смерти в 1847 году. В последующие годы обязанности директора исполняли:
- 1848—1849: князь Н. С. Голицын, полковник;
- 1849—1877: А. П. Языков, генерал-майор;
- 1877—1890: И. С. Алопеус, отставной капитан, до назначения — инспектор воспитанников;
- 1890—1897: А. Л. Пантелеев, генерал-лейтенант;
- 1897—1902: А. И. Роговской, генерал от инфантерии;
- 1902—1911: В. В. Ольдерогге, полковник в отставке;
- 1911 — не ранее 1916: З. В. Мицкевич, генерал-майор.

Принц Петр Ольденбургский был попечителем училища до своей смерти в 1881 году, после чего попечителем стал его сын Александр Петрович, занимавший эту должность вплоть до революции 1917 года.

## Известные преподаватели

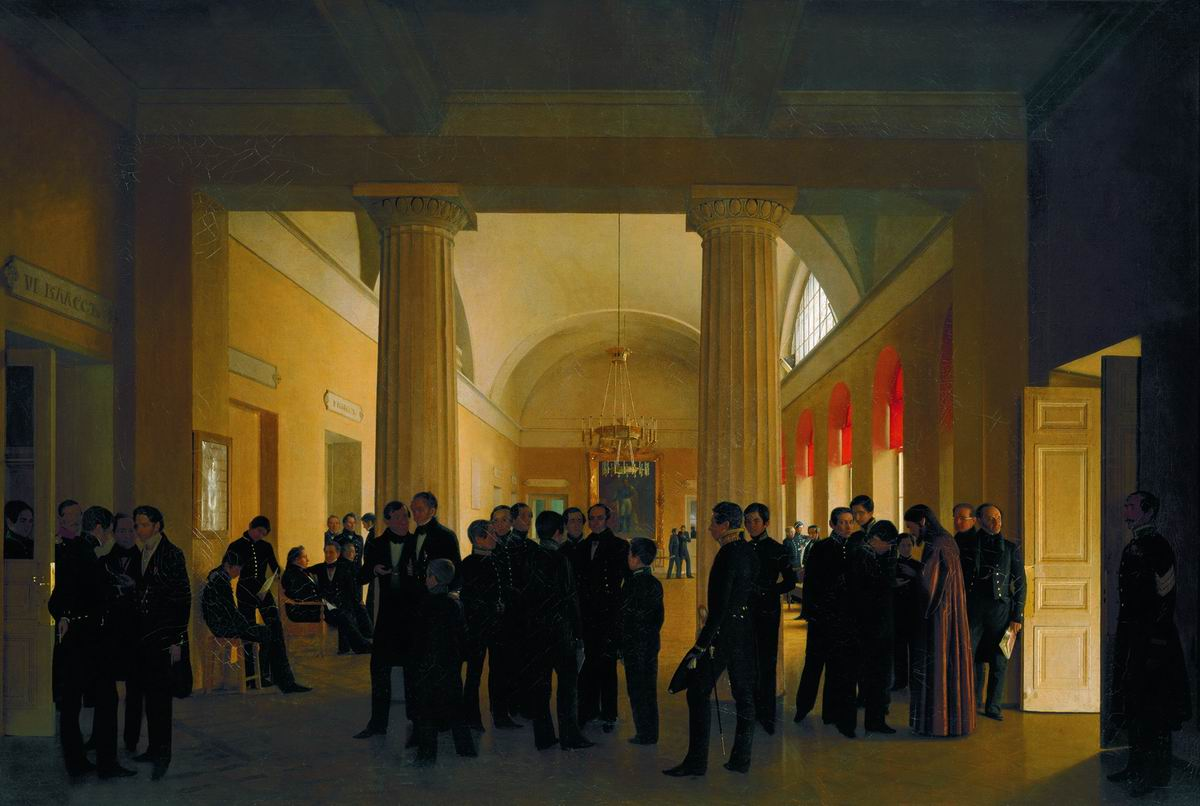
С. К. Зарянко. Зал училища правоведения с группами учителей и воспитанников, 1840.

В числе преподавателей училища в разные годы были видные специалисты в фундаментальных и прикладных областях правоведения:
- юристы — И. Е. Андреевский, Я. И. Баршев, Э. Н. Берендтс, А. И. Вицын, А. Э. Вормс, Гизетти Г. А., А. Ф. Гольмстен, А. Д. Градовский, П. Д. Калмыков, М. Н. Капустин, А. И. Кранихфельд, А. Ф. Кони, В. Н. Латкин, Ф. Ф. Мартенс, Д. И. Мейер, К. А Неволин, С. В. Пахман, В. Д. Спасович, Н. И. Стояновский, Н. С. Таганцев, М. А. Таубе, И. Я. Фойницкий, А. П. Чебышёв-Дмитриев, В. В. Шнейдер, Ю. А. Штёкгардт
- историки — И. К. Кайданов, И. П. Шульгин
- богословы — М. И. Богословский, А. П. Парвов
- психолог — В. С. Серебреников
- филологи — П. Е. Георгиевский, А. В. Иванов
- экономист — И. Я. Горлов
- медики — В. К. фон Анреп, А. П. Загорский, И. Т. Спасский
- эпидемиолог — С. М. Лукьянов
- минералог — А. Ф. Постельс
- математик— А. Ф. Гефтман

## Известные выпускники
Среди выпускников училища (всего его окончило более 2000 человек) были:
- Иван Аксаков, поэт и публицист
- Александр Алехин, 4-й чемпион мира по шахматам
- Алексей Апухтин, поэт
- Александр Булыгин, министр внутренних дел
- Александр Гамм, государственный деятель, сенатор
- Иван Голубев, сенатор, вице-председатель Государственного совета, статс-секретарь Николая II
- Иван Горемыкин, министр внутренних дел, председатель Совета министров Российской империи (окончил с серебряной медалью)
- Владимир Давыдов, любимый племянник П. И. Чайковского, адресат его писем, руководитель хора лейб-гвардии Преображенского полка
- Пётр Дейер, юрист
- Николай Евреинов, известный режиссёр и критик
- Алексей Жемчужников, поэт
- Владимир Ковалевский, известный геолог, основатель эволюционной палеонтологии
- Борис Мансуров, государственный деятель
- Владимир Мещерский, писатель и публицист
- Александр фон Мекк, предприниматель и общественный деятель
- Владимир Набоков, юрист и общественно-политический деятель
- Константин Победоносцев,  обер-прокурор Святейшего синода, член Государственного совета, главный идеолог контрреформ Александра III
- Александр Радкевич, политик
- Роман Розен, дипломат
- Александр Серов, композитор
- Владимир Стасов, критик
- Василий Шеин, священник
- Владимир Танеев, адвокат, брат композитора С. И. Танеева
- Пётр Чайковский, композитор
- Модест Чайковский, либреттист, брат композитора П. И. Чайковского
- Пётр Шиловский, государственный деятель
- Иван Щегловитов, министр юстиции (окончил с золотой медалью)
- Николай Якоби, юрист
- Григорий Лишин, композитор

## Музыка в истории училища
Правды светлой чистый пламень

До конца в душе хранил

Человек, что первый камень

Школе нашей положил.

Он о нас в заботах нежных

Не щадил труда и сил.

Он из нас сынов надежных

Для отчизны возрастил.

Правовед! Как Он, высоко

Знамя истины держи,

Предан будь Царю глубоко,

Будь врагом ты всякой лжи.

И, стремясь ко благу смело,

Помни школьных дней завет,

Что стоять за правды дело

Твердо должен правовед.
Строгая регламентация жизни и обучения в стенах училища скрашивалась для воспитанников возможностью посвящать свободное время прогулкам и спортивным играм, посещать театры и ставить собственные спектакли, которые со временем даже стали известны среди театралов города.
Особое внимание уделялось музыкальным занятиям, чему способствовало увлечение музыкой попечителя училища П. Г. Ольденбургского, по инициативе которого и в зале училища, и во дворце принца устраивались концерты профессиональных музыкантов, на которые «для образования и развития их вкуса и понятий» приглашались и учащиеся. Выступали с концертами и сами воспитанники училища, для многих из которых привязанность к музыке сохранилась на всю жизнь, а для некоторых стала её смыслом. Правовед и либеральный философ, выпускник училища 1861 года В. И. Танеев, которому в раннем детстве врач запретил брать уроки музыки, писал: «Что такое природа? Царство музыки… Без музыки человек ничто».
С первых лет существования училища в программу обучения было включено музыкальное образование, в штат преподавателей включались учителя музыки и пения, приобретались музыкальные инструменты. По словам музыкального и художественного критика В. В. Стасова, выпускника училища 1843 года, из-за энтузиазма воспитанников училище было «наполнено музыкальными звуками от одного конца до другого».
Музыкальный энтузиазм уменьшился в 1850-е годы, когда при директоре генерал-майоре А. П. Языкове вместо гражданских воспитателей в училище появились военные с их строгими порядками и даже наказаниями учащихся розгами. Казённая атмосфера стала разряжаться в начале 1880-х годов.
5 декабря 1885 года на концерте по случаю пятидесятилетия Училища правоведения композитор были исполнены сочинённая П. И. Чайковским для хора «Правоведческая песнь», посвященная памяти основателя и попечителя училища, а также «Правоведческий марш».
В 1893 году в училище поставили отрывок из оперы М. И. Глинки «Руслан и Людмила» в сопровождении хора и оркестра.

### Преподаватели музыки
Первым и «главным музыкальным двигателем» в училище был преподаватель музыки Карл Яковлевич Карель, которого в 1853 году сменил Франц Давыдович Беккер (1853—1863). После 1838 года лучшим ученикам стал давать уроки игры на фортепиано пианист и композитор Адольф Львович Гензельт. С 1863 года до начала 1900-х годов. учителем фортепианной игры был Ф. Ф. Дей, с 1901 г. — Э. В. Клозе, с 1910 г. — Г. И. Романовский.
Уроки игры на виолончели давал сначала виолончелист оперного театра Кнехт, а позднее — Карл Шуберт.
Пению учил сначала Федор Максимович Линицкий (1835—1838), а затем хоровой дирижёр Г. Я. Ломакин (1838—1871 и 1879—1882). В начале 1900-х годов пение преподавал Г. А. Казаченко, а церковное — А. И. Громов.

### Правоведы — музыкальные деятели

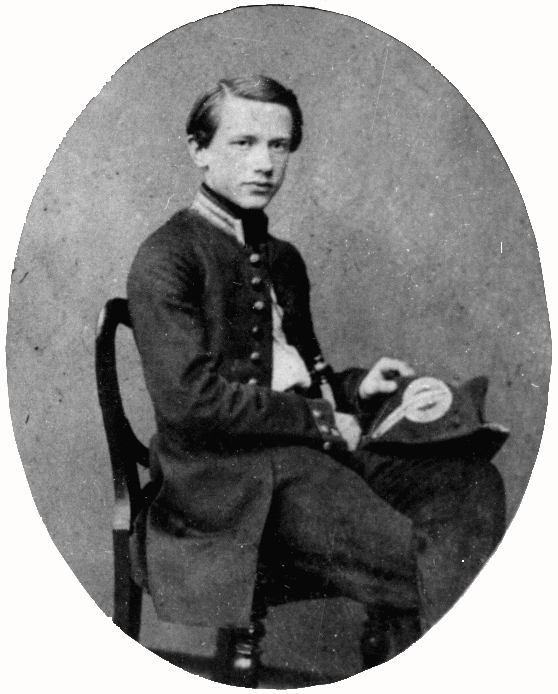
П. И. Чайковский в мундире воспитанника Училища правоведения c «правоведской» треуголкой. 1859 г.

Некоторые выпускники училища оставили заметный след в музыкальной культуре.
Композиторы:
- А. Н. Серов, вып. 1, 1840 год
- Н. Ф. Христианович, вып. 9, 1848 год
- П. И. Чайковский, вып. 20, 1859 год
- Г. А. Лишин, вып. 36, 1875 год
- Н. М. Стрельников, вып. 70, 1909 год

Музыкальные деятели:
- В. В. Стасов, вып. 4, 1843 год — русский музыкальный и художественный критик.
- П. Г. фон Дервиз, вып. 8, 1847 год — предприниматель и меценат, любитель музыки и сам музыкант. Подарок его сына С. П. фон Дервиза, орган, построенный французским мастером Аристидом Кавалье-Колем, установлен в Большом зале Московской консерватории.
- А. Н. Маркович, вып. 12, 1851 год — помощник председателя Русского музыкального общества.
- А. А. Герке, вып. 22, 1861 — пианист, член Русского музыкального общества, друг П. И. Чайковского, сын известного в России пианиста Антона Герке.
- А. И. Чайковский, вып. 30, 1869 год — музыкант-любитель, скрипач, член дирекции Тифлисского музыкального общества.
- М. И. Чайковский, вып. 31, 1870 год — музыкальный и театральный критик, автор либретто опер П. И. Чайковского «Пиковая дама» и «Иоланта» и опер других композиторов.
- П. Н. Якоби, вып. 59, 1898 год — любитель музыки, автор работ о творчестве П. И. Чайковского, сын Н. Б. Якоби (вып 20, 1859 год), однокурсника и друга П. И. Чайковского.

## Цвет мундира

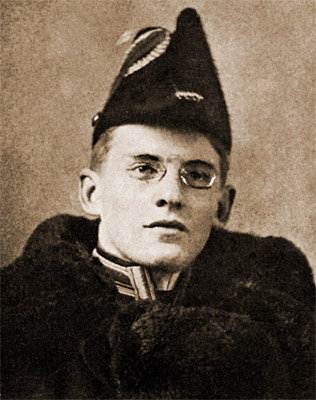
А. А. Алехин в форме и шапке «чижика-пыжика»

Воспитанники училища — в просторечии «правоведы» — носили зелёный мундир и треугольную шляпу, в старших классах — шпаги. Согласно расхожей легенде, за жёлтые петлицы и обшлага зелёного мундира и носимую зимой пыжиковую шапку студентов училища из-за цветов формы, напоминающих оперение чижа, прозвали «чижиками-пыжиками».

## Комментарии и примечания
Комментарии
1. ↑  До ввода в строй новых корпусов ВНИИТ в Лесном здесь были размещены цеха опытного производства и ряд научных подразделений. Именно в этих стенах родился первый отечественный телевизор КВН-49
2. ↑  П. Г. Ольденбургский был не только слушателем, но и сочинителем — он являлся автором музыки одной из сцен балета Корсар
3. ↑  Сам П. И. Чайковский отказался присутствовать на исполнении. В последний раз композитор был в училище, дирижируя в концерте хором учащихся 3 марта 1892 года.
4. ↑  Некоторые воспитанники по воскресеньям брали ещё и дополнительные уроки игры на фортепиано вне стен училища у известных пианистов: В. В. Стасов — у Антона Герке, П. И. Чайковский в 1855—1858 годах — у Рудольфа Кюндингера
5. ↑  С Ломакиным все годы учёбы в училище занимался и пел в хоре П. И. Чайковский
6. ↑  В 1994 году напротив здания бывшего Училища правоведения был поставлен небольшой памятник Чижику в память о студентах училища

Примечания
1. 1 2  Сюзор, 1910.
2. ↑  Анненкова, 2006, с. 36.
3. ↑  Танеев В. И. Детство. Юность. Мысли о будущем — М.: АН СССР, 1959, 716 с., — 182—187
4. ↑  Иванова Н. М. Из истории юридического образования: Императорское училище правоведения — //Криминалистъ, 2015, № 1(16), сс. 104—107. Дата обращения: 8 февраля 2016. Архивировано 13 февраля 2016 года.
5. ↑  ЦГИА СПб. Путеводитель — Училище правоведения
6. ↑  НИИТ, рождённый в 30-е Архивная копия от 23 декабря 2012 на Wayback Machine // niitv.ru
7. ↑  ЦГАНТД СПб. Фонд 31 Телевидения ВНИИ. Историческая справка. Архивная копия от 23 февраля 2016 на Wayback Machine // spbarchives.ru
8. ↑  Пошман, Семён Антонович. Дата обращения: 22 марта 2021. Архивировано 7 мая 2022 года.
9. ↑  Демченко, Е. Н. Любительское музицирование в Императорском Училище правоведения — //Научно-теоретический журнал «Общество. Среда. Развитие». — № 2 (3). — С.-Пб.: Астерион, 2007. — С. 45-49
10. ↑  В. В. Стасов. Училище правоведения сорок лет тому назад — // В. В. Стасов. Избранные сочинения в трех томах. Живопись. Скульптура. Музыка. Том 2 — М.: Искусство, 1952, 774 с.
11. ↑  Музыка в Училище правоведения. Дата обращения: 9 февраля 2016. Архивировано 12 сентября 2016 года.
12. ↑  «Эхо Москвы», 12.09.2002. Дата обращения: 19 декабря 2013. Архивировано 3 декабря 2013 года.
13. ↑  Забавные памятники Санкт-Петербурга // Журнал «Русское искусство» Архивная копия от 2 апреля 2009 на Wayback Machine